# Robert Gascoyne-Cecil, 5.º Marquês de Salisbury

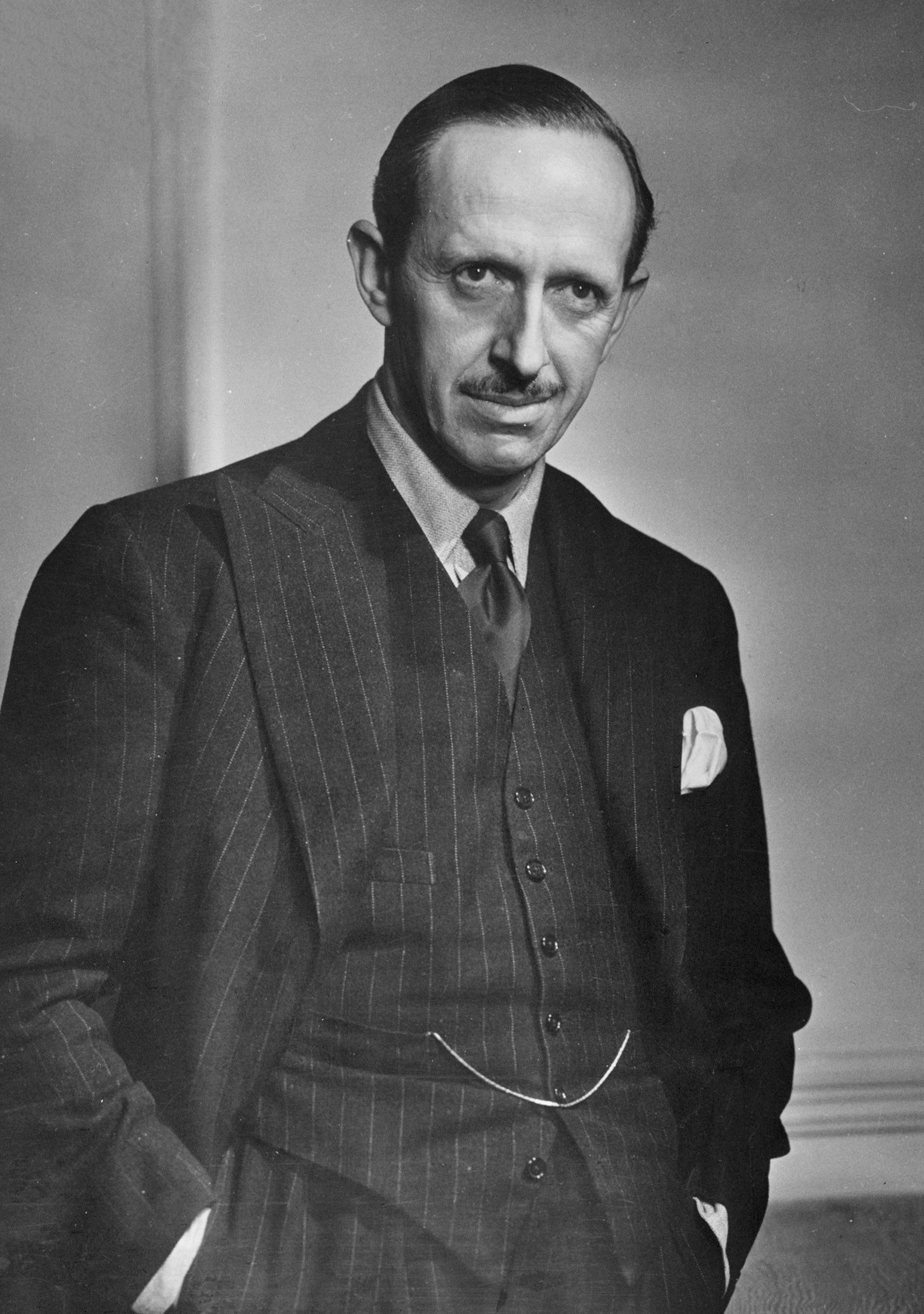
Robert Arthur

Robert Arthur James Gascoyne-Cecil, 5.º Marquês de Salisbury, KG, PC (27 de agosto de 1893 – 23 de fevereiro de 1972) foi um nobre e político britânico conservador, serviu como líder da Casa dos Lordes e Lorde Presidente do Conselho. Era neto de Robert Gascoyne-Cecil, 3.º Marquês de Salisbury.